# Federico Assler
Federico Assler Brown (Santiago de Chile, 24 de abril de 1929), é um escultor chileno. Em 2009 ganho o Prêmio Nacional de Artes Plásticas.

## Biografia
Entre 1954 e 1956 estudou na Escola de Arquitectura da Universidade Católica de Valparaíso antes de ingresar na Escola de Belas Artes de Vinha do Mar. Seus primeiros trabalhos estariam unidos à pintura, mas seu interesse por representar o volume levá-lo-á à escultura. Junto a Raúl Valdivieso, Sergio Mallol e Sergio Castillo Mandiola entre outros, integrou a chamada Geração do Cinquenta, um grupo de escultores caracterizado pela experimentação com novas técnicas e materiais. 

Entre 1973 e 1983 viveu em Espanha, onde começa a desenvolver a escultura em espaços públicos com obras emplazadas em Tenerife, Ilhas Canárias. En 1989 regresou a Chile, one convertou-se em membro da Organização de Escultores. O agrupamento transformar-se-ia em 1995 na Sociedade de Escultores de Chile, sendo designado Assler como seu director.
O 24 de agosto de 2009 é galardoado com o Prêmio Nacional de Artes Plásticas de Chile. Tem sido também galardoado com o Prêmio Altazor das Artes Nacionais de Chile em 2004, 2005 e 2010.

## Obra

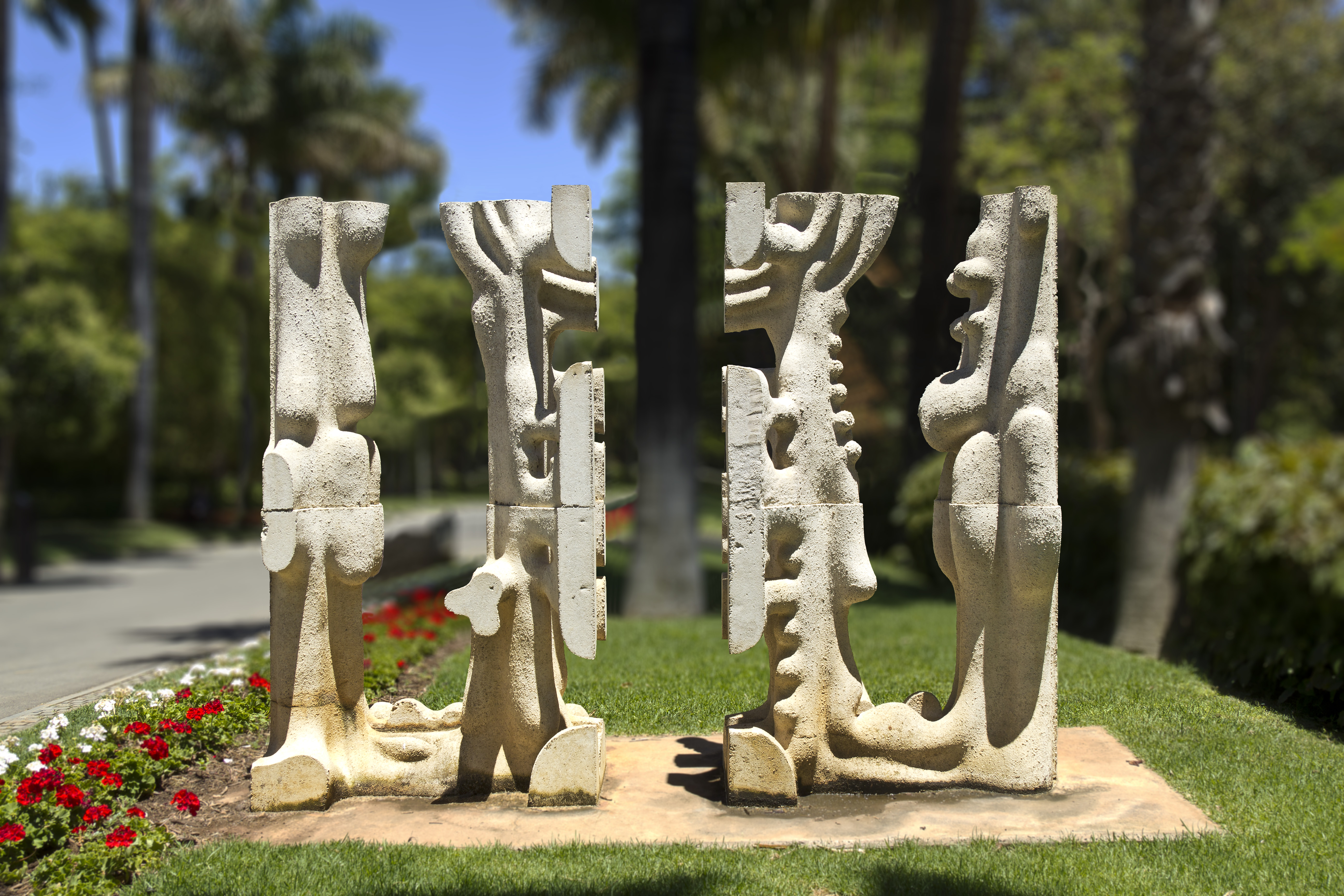
Obra com a que participou em I Exposição Internacional de Escultura na Rua de Santa Cruz de Tenerife.

Em suas primeiras peças realiza modelos recortados em tablones de madeira conglomerada, que repetidas com ampliações graduais e coladas formavam volumes de textura escalonada com diferentes formas. Não obstante, seu interesse porque as esculturas relacionassem-se com o ser humano e a natureza em exteriores levou-o a utilizar betão em suas obras; este material, de maior resistência, predomina em sua trajectória artística. Para isso realiza moldes de poliestireno expandido, denominado como «plumavit» ou «aislapol» em Chile, nos que posteriormente vira a mistura de betão.
Sua obra está inspirada fundamentalmente na figura humana, de aparência totémica, frequentemente nascem do solo, sem pedestal, como uma manifestação da terra.